# 千呆性侒
千呆性侒（1636年—1705年2月24日），明朝福建福州長樂縣人，生於明末，17歲出家，虛歲22歲時跟隨即非如一東渡日本，屬臨済宗黄檗派的禅僧，後來成為黄檗山萬福寺的第6代住持，並以書法聞名。
俗姓陳，道号千呆（或稱千獃）、曇瑞。法諱性侒（或稱性安）。
17歲的時候，到雪峰崇聖寺在即非如一的門下剃度出家。
1657年2月，跟隨即非如一渡海前往日本。進入崇福寺之後，成為即非的法嗣。
1665年，接受即非的嗣法。
1668年，應即非之命去建立廣福庵（明治時代廢絕）。同年7月，成為崇福寺中興的第二代，1693年，成為住持。
1698年，即非如一示寂。同年11月，前往萬福寺去祝賀隱元隆琦的80歲大壽。
1705年2月，示寂享壽七十。